# Yisrael Eichler
Yisrael Eichler (Hebreeuws: ישראל אייכלר) (Jeruzalem, 27 maart 1955) is een Israëlische politicus van Verenigd Thora-Jodendom (VTJ), Agoedat Jisrael. Sinds 2011 zit hij - voor de tweede keer - in de Knesset.
Voordat hij de politiek inging, was Eichler als schrijver en journalist werkzaam. Zo werd hij in 1980 redacteur van HaMahane HaHaredi en in 1996 voorzitter van het Centrum voor Joodse Publiciteit.
Bij de verkiezingen voor de 16e Knesset kwam hij in februari 2003 het parlement binnen maar legde in februari 2005 het ambt van volksvertegenwoordiger reeds neer nadat de twee partijen waaruit Verenigd Thora-Jodendom is opgebouwd in januari dat jaar weer uit elkaar waren gegaan. Dankzij een afspraak over zetelroulatie keerde hij ter vervanging van Meir Porush voor VTJ in februari 2011 tussentijds in het parlement (de 18e Knesset) terug en werd vervolgens zowel in de 19e als in de (huidige) 20e Knesset herkozen.
Als aanhanger van de ultraorthodoxie liet hij in 2016 zijn ongenoegen over niet-orthodoxe joden blijken toen het hooggerechtshof verordonneerde dat ook dezen gebruik mogen maken van openbare mikwe-gelegenheden.
Yisrael Eichler is getrouwd en heeft 14 kinderen. Hij is woonachtig in Jeruzalem.